# Лазар Понтічеллі
Лазар Понтічеллі (фр. Lazare Ponticelli; * 7 грудня 1897, провінція П'яченца, Італія — † 12 березня 2008, Кремлен-Бісетр (Le Kremlin-Bicêtre), Іль-де-Франс, Франція) — найстаріша людина Франції, останній французький ветеран Першої світової війни.
1914 — додав собі в документах кілька років, щоб його прийняли в Іноземний легіон (туди брали зі 16 років).
1921 — переселився до Франції.
1939 — подав заяву на отримання французького громадянства. Саме починалася Друга світова війна, де Понтічеллі був у Русі Спротиву.
Після війни створив власну фірму, на якій зараз працюють кілька тисяч чоловік.
Помер у віці 110 років.